# Sławków
Sławków [ˈswafkuf] ist eine Stadt im Powiat Będziński, Woiwodschaft Schlesien in Polen.

## Geografie
Sławków hat eine Flächenausdehnung von 36 km², davon werden 40 % landwirtschaftlich genutzt und 35 % sind bewaldet.
Die rund 7.000 Einwohner zählende Stadt liegt 27 km östlich von Katowice und 48 km nordwestlich von Krakau. Sławków liegt an der Weißen Przemsa im östlichen Teil der Woiwodschaft Schlesien. Der größte Teil der Stadt liegt auf der rechten Seite des Flusses. Geographisch gehört Sławków zum Schlesischen Hochland (Wyżyna Śląska), historisch zu Kleinpolen.
2001 wurde die Gemeinde dem Powiat Będziński in der Woiwodschaft Schlesien angeschlossen. Sie ist jedoch vom restlichen Gebiet des Powiat Będzinski geographisch durch die kreisfreien Städte Dąbrowa Górnicza und Sosnowiec abgetrennt.

## Geschichte

### Bis 1919

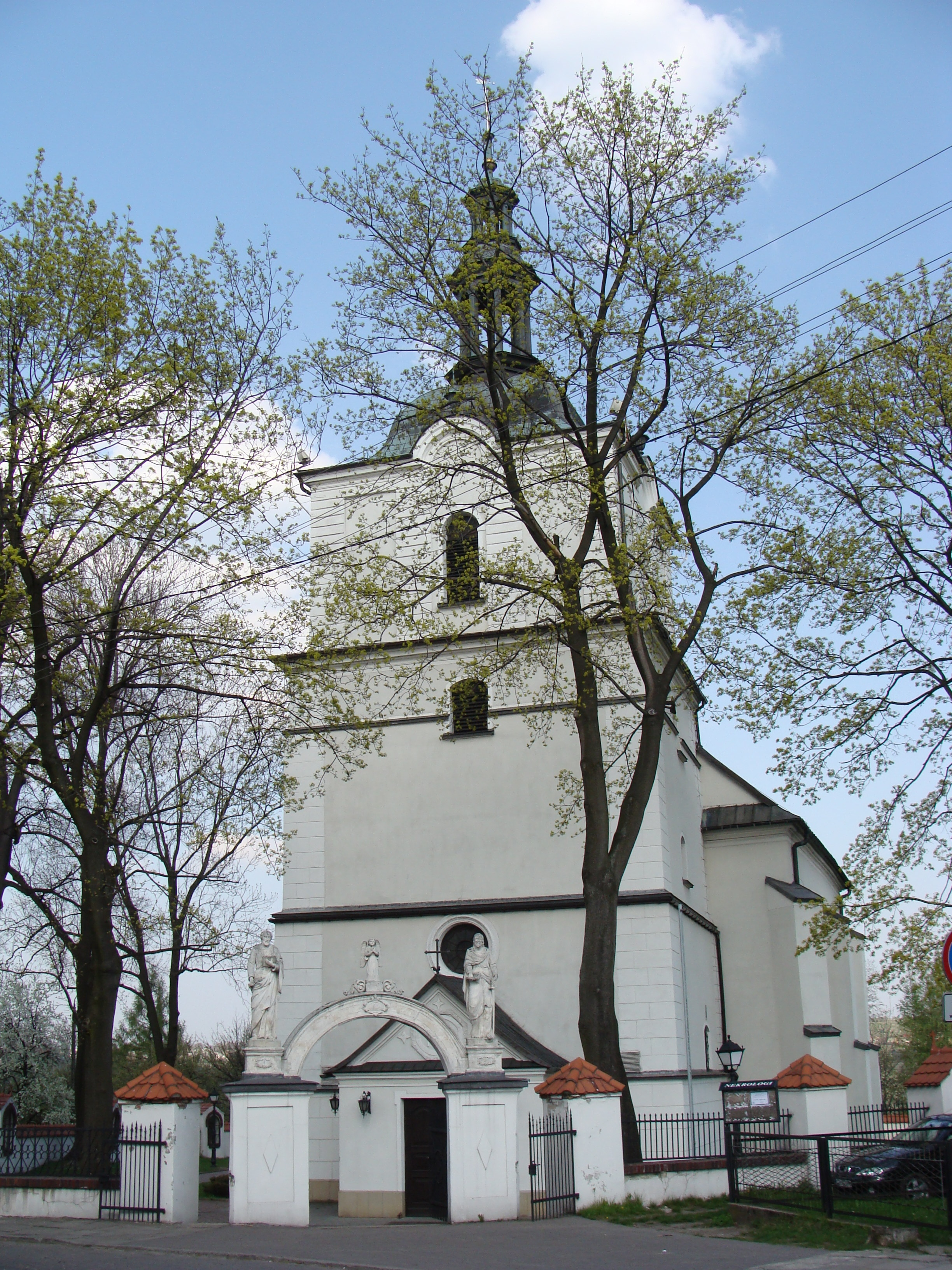
Kreuzerhöhungskirche (ehem. Nikolaikirche) aus dem 13. Jahrhundert

Die erste urkundliche Erwähnung des heutigen Sławków stammt aus dem Jahr 1203, als der Krakauer Bischof Fulko von Krakau die Pfarrkirche stiftete. Nach Jan Długosz († 1480) gab es im Jahr 1220 Wirtshäuser in Sławków, deren goldene Zeit im 13. und 14. Jahr war. 1238 wurde Zlaucow erwähnt. Der besitzanzeigende Name ist vom Personennamen Sławek (< Sławomir) abgeleitet. Das genaue Datum der Verleihung von Stadtrechten steht nicht fest. Aus indirekten Quellen geht indes hervor, dass Sławków zwischen 1279 und 1286 mit dem Stadtrecht ausgestattet wurde. Diese Feststellung stützt sich auf zwei schriftliche Quellen aus dem Mittelalter. In einer 1279 von Bolesław V. ausgestellten Urkunde wird der Ort noch als „Dorf“ (villa episcopalis) bezeichnet. In einer anderen, aus dem Jahre 1286 stammenden Vereinbarung zwischen dem Krakauer Bischof Paweł von Przemanków und Leszek II. trägt Sławków bereits den Namen civitas („Stadt“). Die Stadt im Kreis Proszowice bzw. Kraków der Woiwodschaft Krakau lag entlang der wichtigsten Handelsroute von Krakau durch Bytom nach Breslau, der Via Regia. Zwischen den 16. und 18. Jahrhunderten wurde Sławków auf Deutsch auch Schlaca bzw. Schlaka benannt.

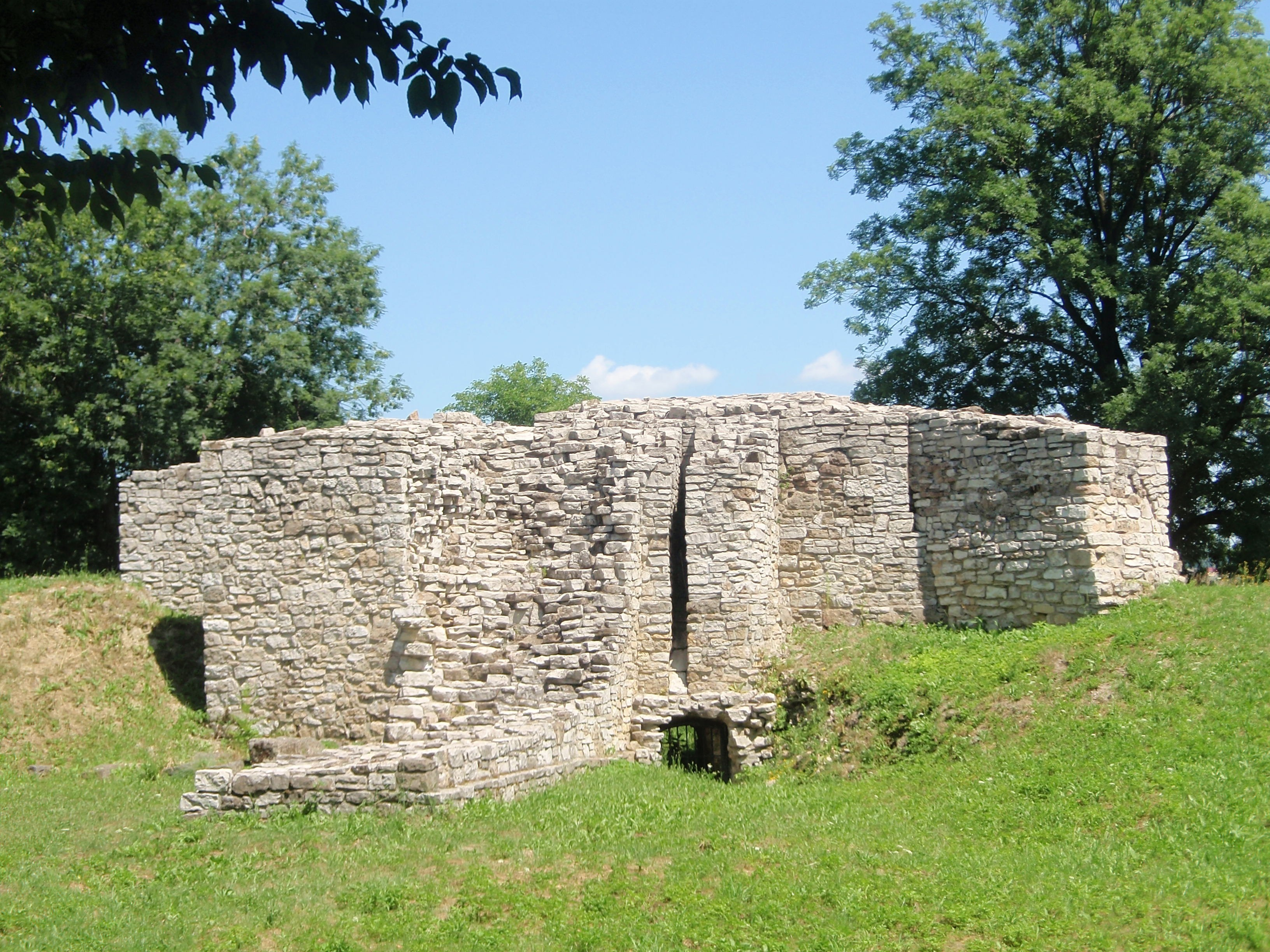
Burgruinen

Wahrscheinlich schon im 11. Jahrhundert gehörte die Kastellanei von Sławków zu den Krakauer Bischöfen, 1220 wurden auch andere Ortschaften in den bischöflichen Landgütern von Sławków erwähnt. 1239 tauchte der Name des ersten Verwalters der Herrschaft Sławków: Augustinus tribunus de Zlaucow. Um 1280 wurde die bischöfliche Burg errichtet. Im Mittelalter gehörten zu den Gütern u. a.: Błędów, Gołonóg, Łosień, Okradzionów, Porąbka, Strzemieszyce, Tucznobaba, Ząbkowice, Bukowno, Byczyna, Chełm, Ciężkowice, Imielin, Jaworzno, Kosztowy, Długoszyn, Luszowice.
Das Dekanat in Sławków für ungefähr zehn Pfarreien entstand wahrscheinlich schon in den 1170er Jahren unter dem Bischof Gedko. In den Jahren 1325 bis 1327 war Sławków Sitz eines Dekanats des Bistums Krakau, das 27 Pfarreien umfasste: von den oberschlesischen Repty und Mikulczyce im Westen bis Olkusz im Osten. 1331 wurde das Dekanat von Bytom (Beuthen) abgetrennt, während Sławków selbst 1335 an Nowa Góra fiel, nachdem die Mehrheit der Pfarreien des ehemaligen Dekanats von Sławków 1327 an das Königreich Böhmen kamen. Im 15. wurde das Dekanat Slawkoviensis alias in Bithom mit abwechselnden Sitz bzw. Namen in Sławków und Bytom wiederhergestellt, das 25 Pfarreien in der Woiwodschaft Krakau, Herzogtum Siewierz und um Bytom in Oberschlesien umfasste. Erst im Jahr 1748 entstanden zwei separate Dekanate von Sławków und Bytom.
Bei der Dritten Teilung Polens kam der Ort als Teil Neuschlesiens an das Königreich Preußen. 1807 wurde Sławków Teil des Herzogtums Warschau und 1815 Teil Kongresspolens. Zwischen 1816 und 1837 gehörte die Stadt zur Woiwodschaft Krakau (mit Hauptstadt in Kielce), welche als direkter Nachfolger des Departements Krakau im Herzogtum Warschau galt und 1837 – infolge einer verstärkten Russifizierung des polnischen Verwaltungsapparats nach dem Novemberaufstand – in Gouvernement Krakau (russ.: Краковская губерния) umbenannt wurde. 1841 folgte die Umbenennung des Gouvernements Krakau in Gouvernement Kielce (russ.: Келецкая губерния). Nach Auflösung des Gouvernements Kielce 1844 wurde Sławków dem neu gegründeten Gouvernement Radom (russ.: Радомская губерния) angeschlossen. Nach Teilung desselben im Jahre 1867 verblieb die Stadt bis 1916 in dem inzwischen wieder errichteten Gouvernement Kielce. 1869 verlor der Ort sein Stadtrecht und erhielt es erst 1958, inzwischen Teil der Volksrepublik Polen, wieder.
Ab den 1820er Jahren wurde dort Galmei gefördert sowie zwischen 1826 und 1888 gab es ein staatliches Werk und Sławków wurde als Teil der historisch-industriellen Landschaft Dombrowaer Kohlebeckens betrachtet.

### 1919 bis 1945

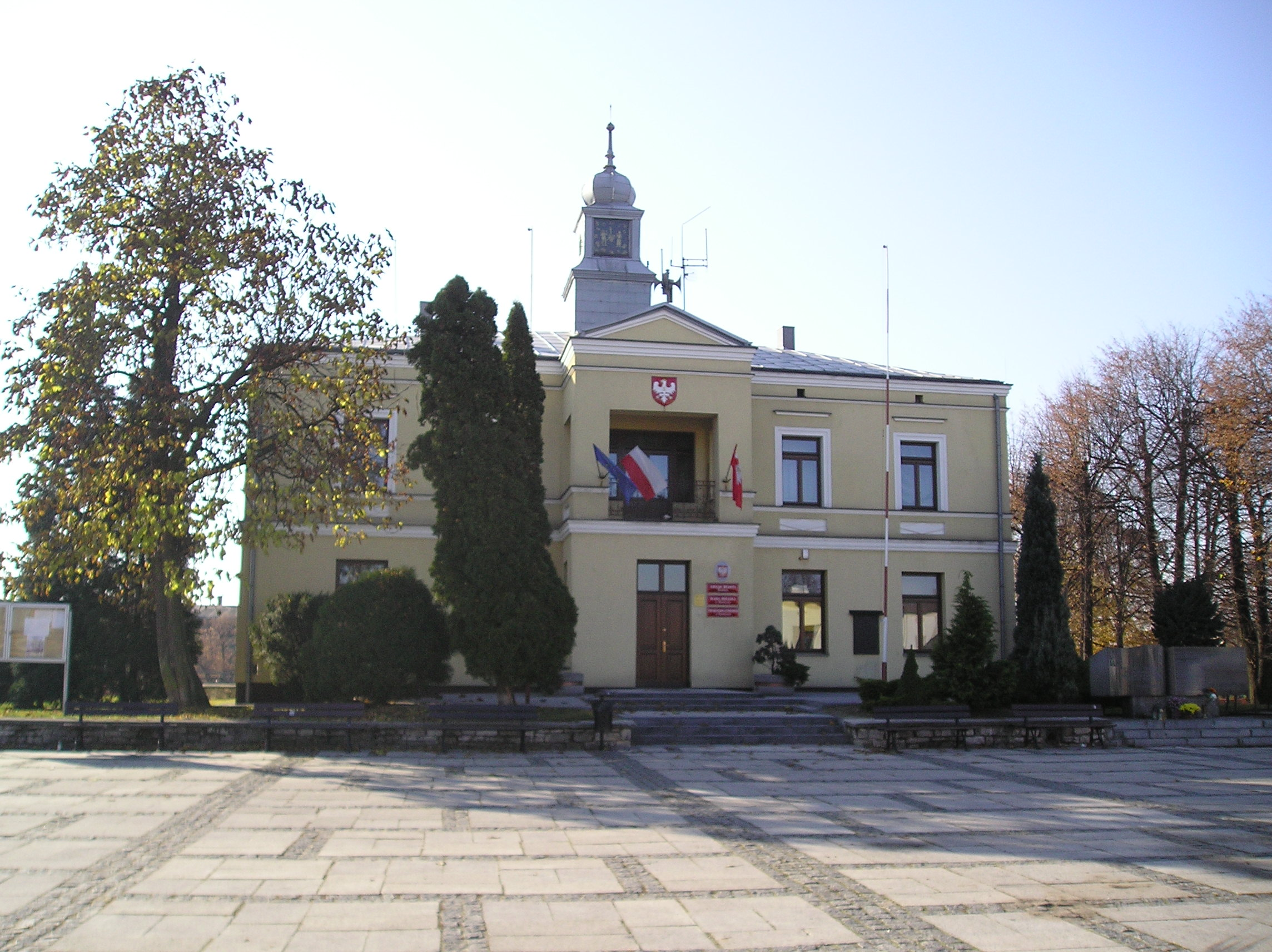
Rathaus

Zwischen 1919 und 1939 gehörte Sławków zur Woiwodschaft Kielce.
Nach dem Überfall auf Polen im September 1939 wurde der Ort in das Generalgouvernement für die besetzten polnischen Gebiete eingegliedert. Wenig später, am 20. November 1939, wurde er bereits völkerrechtswidrig als Bestandteil des Deutschen Reiches in die Provinz Schlesien (Regierungsbezirk Kattowitz, Landkreis Ilkenau (Olkusz)) im neuen „Ostoberschlesien“ aufgenommen. Der deutsche Name Schlockau, nach dem Walter Krauses Artikel Slawkows alter Name, in dem er an die Erwähnungen aus der frühen Neuzeit erinnerte, wurde nie offiziell eingeführt.

### 1945 bis heute
Zwischen 1945 und 1975 war Sławków Teil der Woiwodschaft Krakau. 1972 begann der Bau der kolossalen Huta Katowice nordwestlich von Sławków, danach große administrative Änderungen im Gebiet, auch für Sławków, folgten.
Im Zuge der Verwaltungsreform 1975 wurde die Stadt der neu gegründeten Woiwodschaft Kattowitz zugeordnet, und zwar 1977–1984 zum Stadtteil von Dąbrowa Górnicza wurde. Nach der Verwaltungsreform 1999 kam Sławków zum Powiat Olkuski in der Woiwodschaft Kleinpolen, womit die Einwohner nicht einverstanden waren. Wegen der jahrelangen wirtschaftlichen Beziehungen und Verkehrsanknüpfung entschieden die Einwohner, in die Woiwodschaft Schlesien zu wechseln (2001). Als selbständige Stadt konnte Sławków jedoch nicht in die kreisfreie Stadt Dąbrowa Górnicza eingegliedert werden, so ging sie in den Landkreis Będzin als dessen Exklave im Zagłębie Dąbrowskie.

## Verkehr

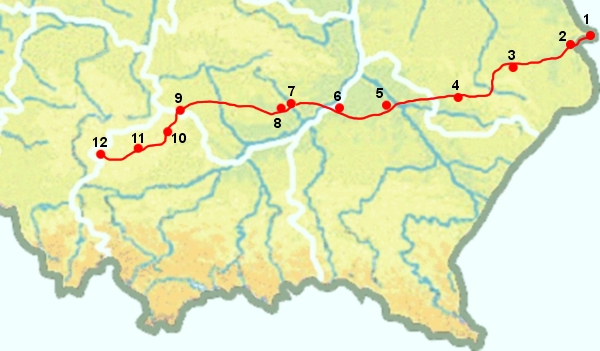
LHS (Linia Hutnicza Szerokotorowa)

Sławków liegt an der Droga krajowa 94 (Siemianowice Śląskie–Krakau). Bis zum Flughafen Katowice sind es 29 Kilometer.
Der Bahnhof Sławków liegt an der Bahnstrecke Tunel–Sosnowiec. In Sławków endet auch die Linia Hutnicza Szerokotorowa (LHS), eine aus der Ukraine kommende Bahnstrecke, die in russischer Breitspur gebaut ist. An ihrem Endpunkt befindet sich das Euroterminal Sławków zum Güterumschlag von Normal- auf Breitspur.

## Bildung

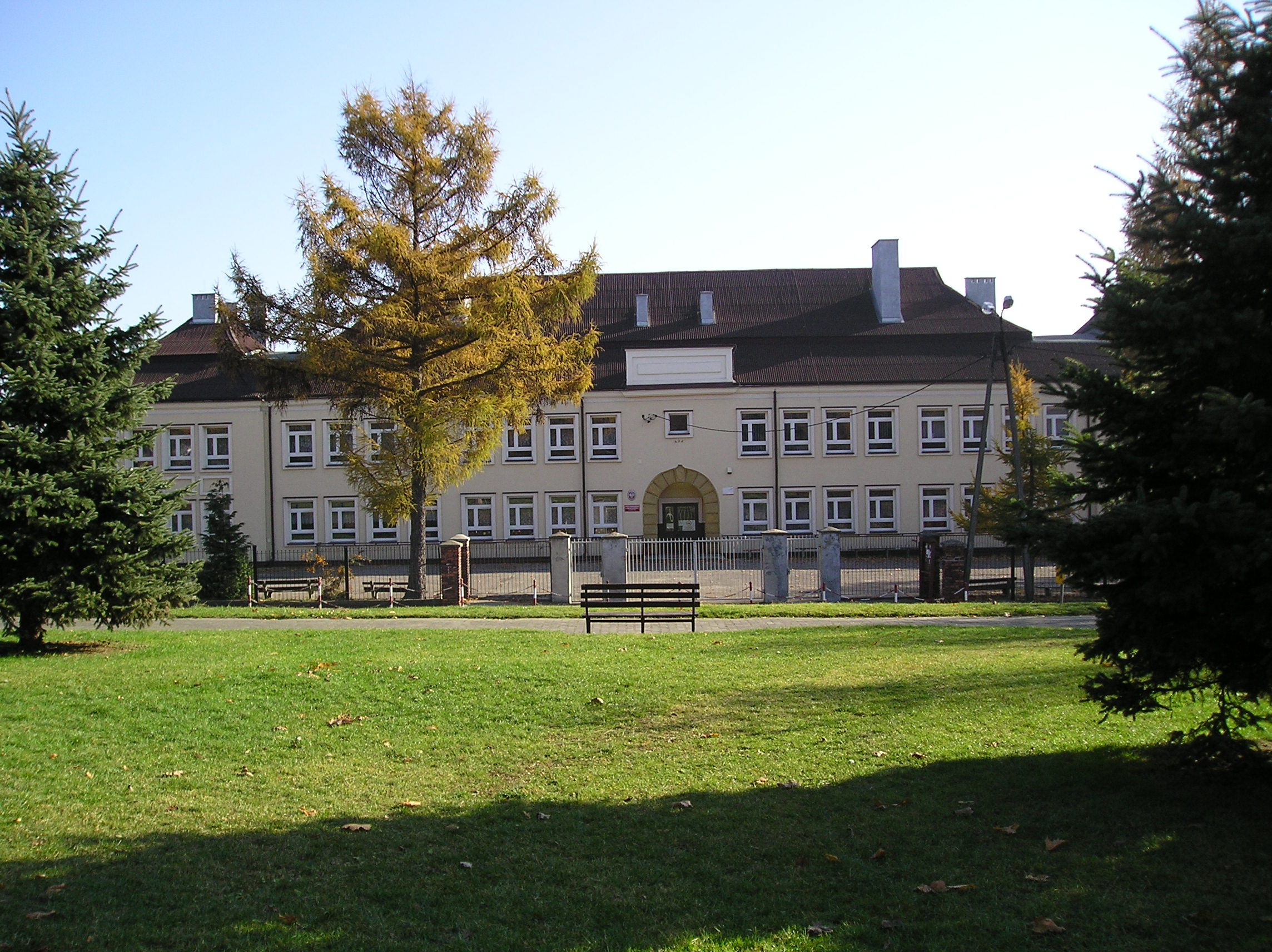
Die Jan-Baranowski-Grundschule in Sławków

Sławków verfügt über einen Kindergarten (Przedszkole), eine Grundschule (szkoła podstawowa) und ein Schulzentrum (Zespół Szkół), das eine Mittelschule (gimnazjum) und ein Gymnasium (liceum) umfasst. Des Weiteren gibt es eine Bibliothek im Gemeindezentrum.

## Politik

### Bürgermeister
An der Spitze der Stadtverwaltung steht der Bürgermeister. Dies ist Rafał Adamczyk, der mit seinem eigenen Wahlkomitee antritt. Die turnusmäßige Wahl im April 2024 führte zu folgenden Ergebnis:
- Rafał Adamczyk (Wahlkomitee „Rafał Adamczyk – Menschen mit Leidenschaft“) 51,2 % der Stimmen
- Ewa Bierońska (Wahlkomitee „Gemeinsam für Sławków“) 48,8 % der Stimmen

Damit wurde Amtsinhaber Adamczyk bereits im ersten Wahlgang als Bürgermeister wiedergewählt.
Die turnusmäßige Wahl im Oktober 2018 führte zu folgenden Ergebnis:
- Rafał Adamczyk (Wahlkomitee „Rafał Adamczyk – Menschen mit Leidenschaft“) 55,3 % der Stimmen
- Janusz Flasza (Wahlkomitee Janusz Flasza) 40,1 % der Stimmen
- Ewa Niewiara (Prawo i Sprawiedliwość) 4,6 % der Stimmen

Damit wurde Amtsinhaber Adamczyk bereits im ersten Wahlgang als Bürgermeister wiedergewählt.

### Stadtrat
Der Stadtrat umfasst 15 Mitglieder, die in Einpersonenwahlkreisen direkt gewählt werden. Die Wahl im April 2024 führte zu folgendem Ergebnis:
- Wahlkomitee „Rafał Adamczyk – Menschen mit Leidenschaft“ 51,4 % der Stimmen, 7 Sitze
- Wahlkomitee „Gemeinsam für Sławków“ 47,0 % der Stimmen, 8 Sitze
- Übrige 1,6 % der Stimmen, kein Sitz

Die Wahl im Oktober 2018 führte zu folgendem Ergebnis:
- Wahlkomitee „Rafał Adamczyk – Menschen mit Leidenschaft“ 53,9 % der Stimmen, 12 Sitze
- Wahlkomitee Janusz Flasza 38,6 % der Stimmen, 3 Sitze
- Prawo i Sprawiedliwość (PiS) 7,5 % der Stimmen, kein Sitz

### Städtepartnerschaften
- Horní Slavkov, Tschechien
- Slavkov u Brna, Tschechien
- Messeix, Frankreich

## Söhne und Töchter der Stadt
- Bogusław Cupiał (geb. 1956), ein polnischer Unternehmer
- Jan Baranowski (1800–1879), ein polnischer Astronom
- Stanisław Dróżdż (1939–2009), Lyriker (konkrete Poesie)
- Hans Wojtkowiak (geb. 1944), deutscher Informatiker und Hochschullehrer